# Manuela Linshalm

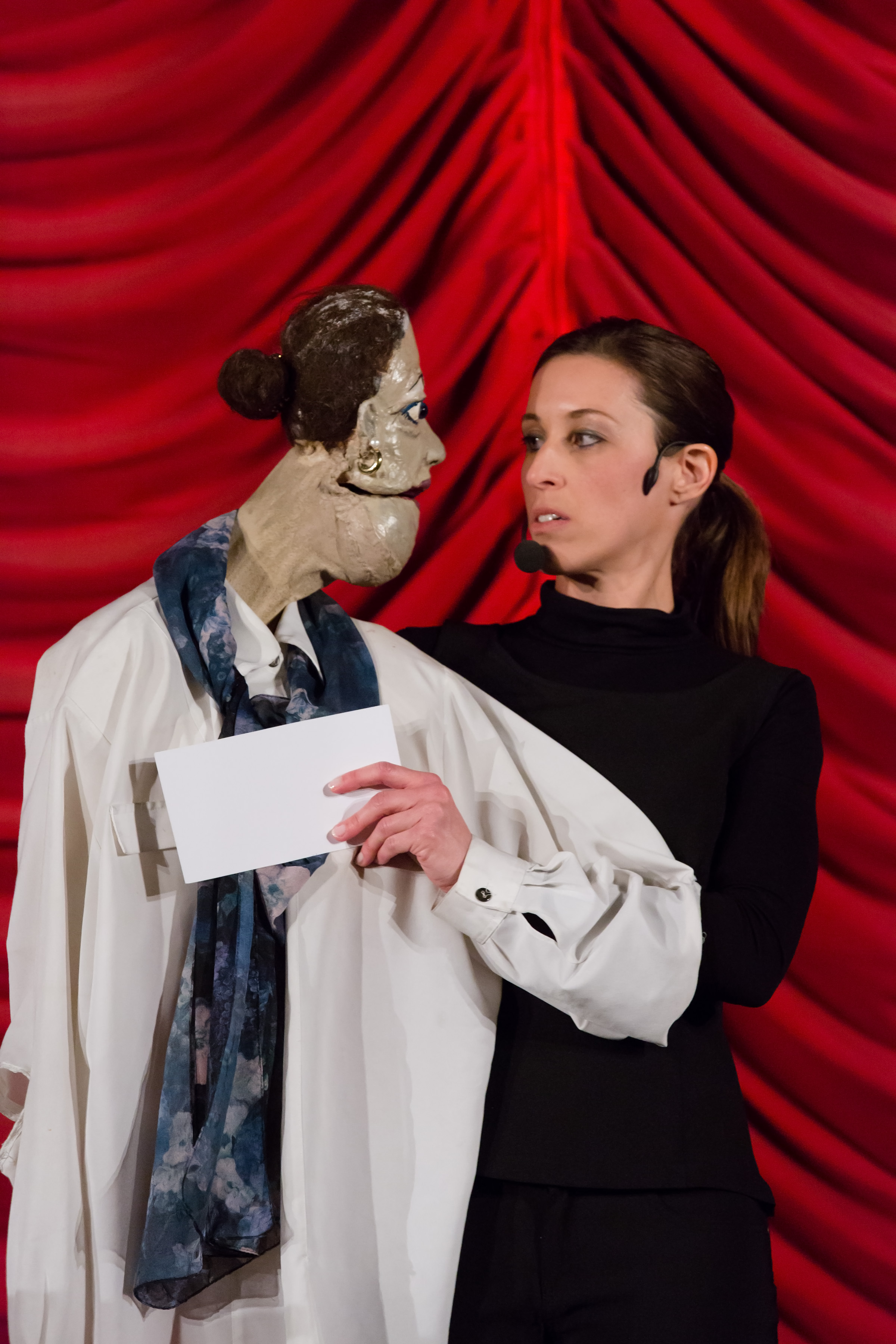
Eröffnungsabend des Filmfestivals Tricky Women 2015

Manuela Linshalm (* 5. Februar 1976 in Wien) ist eine österreichische Schauspielerin und Puppenspielerin.

## Leben und Werdegang
Manuela Linshalm wuchs im dritten Wiener Gemeindebezirk auf und besuchte dort das Gymnasium Schützengasse. Sie studierte Publizistik und Kommunikationswissenschaften sowie Anglistik und Psychologie an der Universität Wien. Nach ihrem Abschluss 2001 absolvierte sie eine Schauspielausbildung am Franz Schubert Konservatorium für Musik und darstellende Kunst.
Bereits während des Studiums stand sie in zahlreichen Theaterproduktionen auf der Bühne. Nach ihrem Diplom folgten Engagements u. a. bei den Wiener Festwochen (Von Wien nach Moskau – das Kinderheim No.6), im Theater in der Josefstadt in Kampl unter der Regie von Herbert Föttinger, in den Wiener Kammerspielen und dem Interkulttheater.

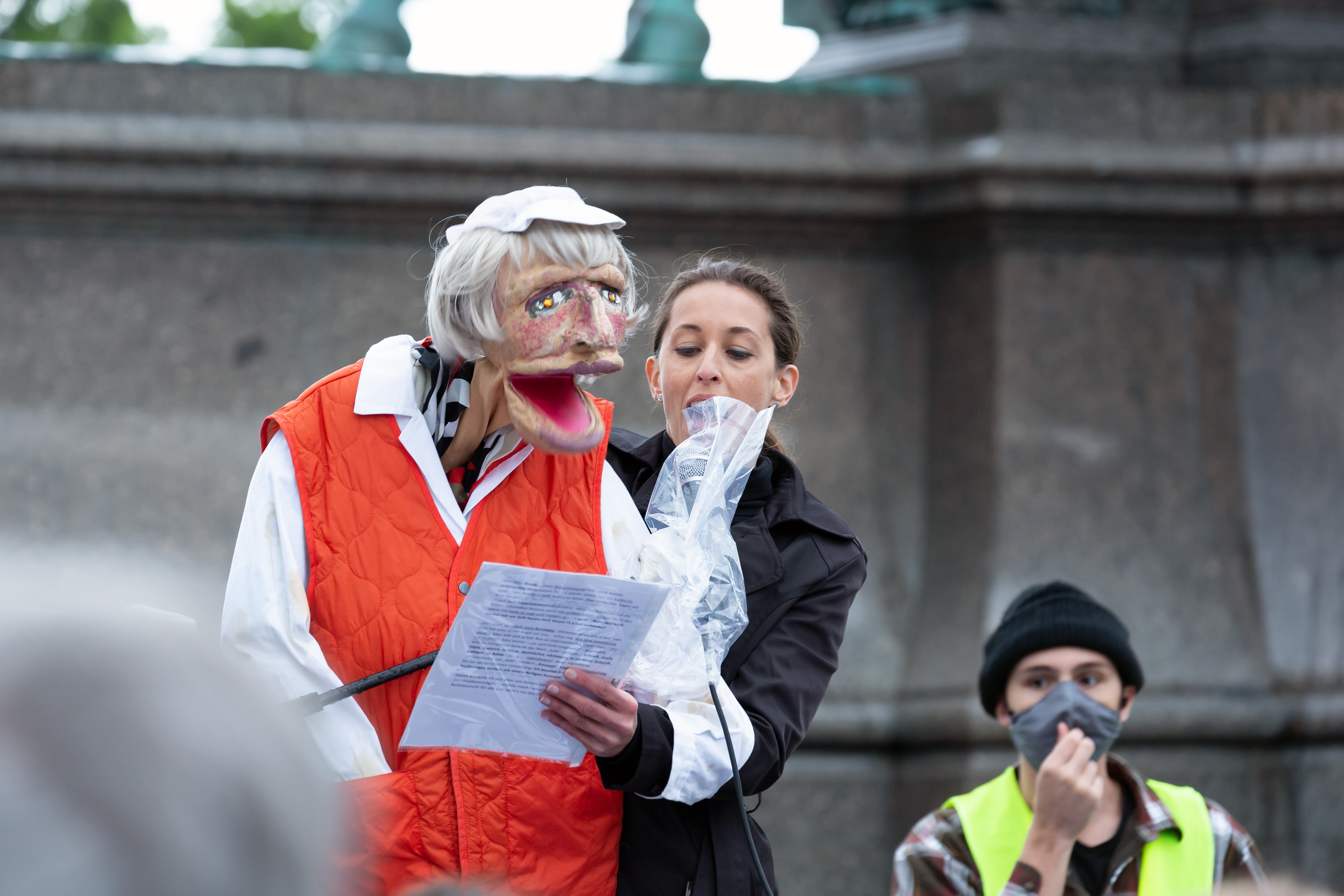
Linshalm mit Resi Resch (2020)

2008 lernte Manuela Linshalm am Wiener Schubert Theater den Puppenspieler und Regisseur Nikolaus Habjan kennen, mit dem sie seitdem eine enge Zusammenarbeit pflegt. Ihre puppenspielerische Ausbildung vertiefte sie im Anschluss bei Neville Tranter am Figurentheaterkolleg Bochum.
Gemeinsame Arbeiten mit Habjan führten sie ans Wiener Volkstheater, das Theater Rabenhof, das Residenztheater München, das Landestheater Niederösterreich, das Akademietheater u. v. m. Abseits des Sprechtheaters trat sie auch in Musiktheaterproduktionen wie Oberon (Bayerische Staatsoper/Theater an der Wien), Alcina (Konzerttheater Bern) oder Die Entführung aus dem Serail (Oper Dortmund) auf.
In der Rolle des Mephisto im Stück Faust von Johann Wolfgang von Goethe ist sie seit der Spielzeit 2015/16 am Grazer Theater Next Liberty zu sehen.
Seit 2008 ist sie als Schauspielerin und Puppenspielerin Ensemblemitglied des Schubert Theater Wien. Hier spielte sie u. a. im Puppenmusical Schlag sie tot, in der Adaption des Filmklassikers Freaks von Tod Browning, sowie in Don Quijote, Alice und ihrem ersten Solostück Was geschah mit Baby Jane?. 2019 entstand ihr erstes Werk als Autorin (in Zusammenarbeit mit dem Theaterautor Stephan Lack) mit Die Welt ist ein Würstelstand, in dem sie als Schau- und Puppenspielerin sämtlichen Figuren Leben einhaucht.
Linshalm stand in mehreren österreichischen TV-Produktionen vor der Kamera. Gemeinsam mit dem Kabarettistenduo Die Männer war sie 2010 in der Comedy-Serie Bad Männers auf Servus TV zu sehen.
Seit 2009 ist Manuela Linshalm Dozentin an der Filmacademy in Wien.

## Theater (Auszug)
- 2003: Sargfabrik Wien, Richard der Dritte von William Shakespeare – Regie: Christian Himmelbauer
- 2003: Theatersommer Weitra, Der Widerspenstigen Zähmung von William Shakespeare – Regie: Josef Newerkla
- 2004: Wiener Festwochen @ Theater Rabenhof, Von Wien nach Moskau – das Kinderheim No.6 – Regie: Merle Karusoo
- 2004: Theater in der Josefstadt, Kampl von Johann Nestroy – Regie: Herbert Föttinger
- 2007: Wiener Kammerspiele, Schöne Bescherung von Anthony Nelson – Regie: Werner Sobotka
- 2009: Josefine Mutzenbacher – Liebe, Lust und Leidenschaft im Alten Wien – Lesung mit Georg Biron
- 2009: Komödie am Kai, Massaker im Hotel Sacher von Wolfgang Bauer – Regie: Georg Biron
- 2010: Schubert Theater Wien, Schlag sie tot Deluxe von Nikolaus Habjan und Simon Meusburger – Regie: Simon Meusburger
- 2010: Schubert Theater Wien, Schlag sie tot 0.2 – Herr Berni macht Urlaub von Nikolaus Habjan und Simon Meusburger – Regie: Simon Meusburger
- 2011: Schubert Theater Wien, Viel Lärm um nichts von William Shakespeare – Regie: Jasmin Sarah Zamani
- 2011: Freaks nach einem Film von Tod Browning – Regie: Simon Meusburger
- 2012: Herrenseetheater Litschau, Die letzten Tage der Menschlichkeit von Christian Qualtinger/Zeno Stanek – Regie: Zeno Stanek (Nominierung für den Nestroy-Theaterpreis 2012 in der Kategorie: beste Bundesländer-Produktion)
- 2012: Schubert Theater Wien, Woyzeck von Georg Büchner – Regie: Helene Ewert
- 2013: Schubert Theater Wien, Was geschah mit Baby Jane? – Regie : Nikolaus Habjan
- 2013: Landestheater Linz, Max’n’Morizz feat. TEXTA – Regie: Nik Günther
- 2013: Schubert Theater Wien, Don Quijote – Regie: Simon Meusburger
- 2014: Schubert Theater Wien, Alice nach Lewis Carroll – Regie: Simon Meusburger
- 2014: Theater Rabenhof, 6 Österreicher unter den ersten 5 von Dirk Stermann – Regie: Simon Meusburger
- 2015: Schubert Theater Wien, 5 tragische Weisen eine Frau zu töten – Text und Regie: Jasmin Sarah Zamani
- 2015: Schubert Theater Wien, Hänsel. Gretel. Finsterwald. – Konzept und Regie: Marie Steiner
- 2016: Theater Next Liberty Graz, Faust von Johann Wolfgang von Goethe – Regie: Nikolaus Habjan
- 2016: Schubert Theater Wien, Parterre-Akrobaten nach H. C. Artmann und Kurt Schwitters – Regie: Simon Meusburger
- 2016: Theater Rabenhof, Kottan ermittelt von Jan und Tibor Zenker – Regie: Thomas Gratzer
- 2017: Schubert Theater Wien, Haydn. Die Musik aus mir – Konzept und Regie: Simon Meusburger
- 2017: Bayerische Staatsoper, Münchner Opernfestspiele, Oberon von Carl Maria von Weber – Regie: Nikolaus Habjan, musikalische Leitung: Ivor Bolton
- 2017: Volkstheater Wien, Nathan der Weise von Gotthold Ephraim Lessing – Regie: Nikolaus Habjan
- 2018: Residenztheater München, Der Streit von Pierre Carlet de Marivaux – Regie: Nikolaus Habjan
- 2018: Musiktheater Bern, Alcina, Oper von G.F. Händel – szenische Einrichtung: Nikolaus Habjan
- 2018: Akademietheater Wien, Volksvernichtung oder Meine Leber ist sinnlos von Werner Schwab – Regie: Nikolaus Habjan
- 2019: Landestheater Niederösterreich, Am Königsweg von Elfriede Jelinek – Regie: Nikolaus Habjan
- 2019: Theater an der Wien, Oberon von Carl Maria von Weber – Regie: Nikolaus Habjan, musikalische Leitung: Thomas Guggeis
- 2019: Kammeroper Wien, Faust – Oper von Charles Gounod – Regie: Nikolaus Habjan, musikalische Leitung: Giancarlo Rizzi
- 2019: Schubert Theater Wien, Die Welt ist ein Würstelstand von Manuela Linshalm/Stephan Lack – Regie: Christine Wipplinger
- 2020: Akademietheater Wien, Der Leichenverbrenner von Franzobel – Regie: Nikolaus Habjan
- 2020: Oper Dortmund, Die Entführung aus dem Serail, Oper von Wolfgang Amadeus Mozart – Regie: Nikolaus Habjan, musikalische Leitung: Motonori Kobayashi

## Fernsehauftritte
- 2015: CopStories, Regie: Umut Dağ, Produktion: Gebhardt Productions, für den ORF.[1]
- 2010: Bad Männers, TV-Comedy-Serie für ServusTV. Regie: L. Bauer.
- 2009: FC Rückpass, TV-Produktion für den ORF, Regie: L. Bauer.